# Майер, Констанция

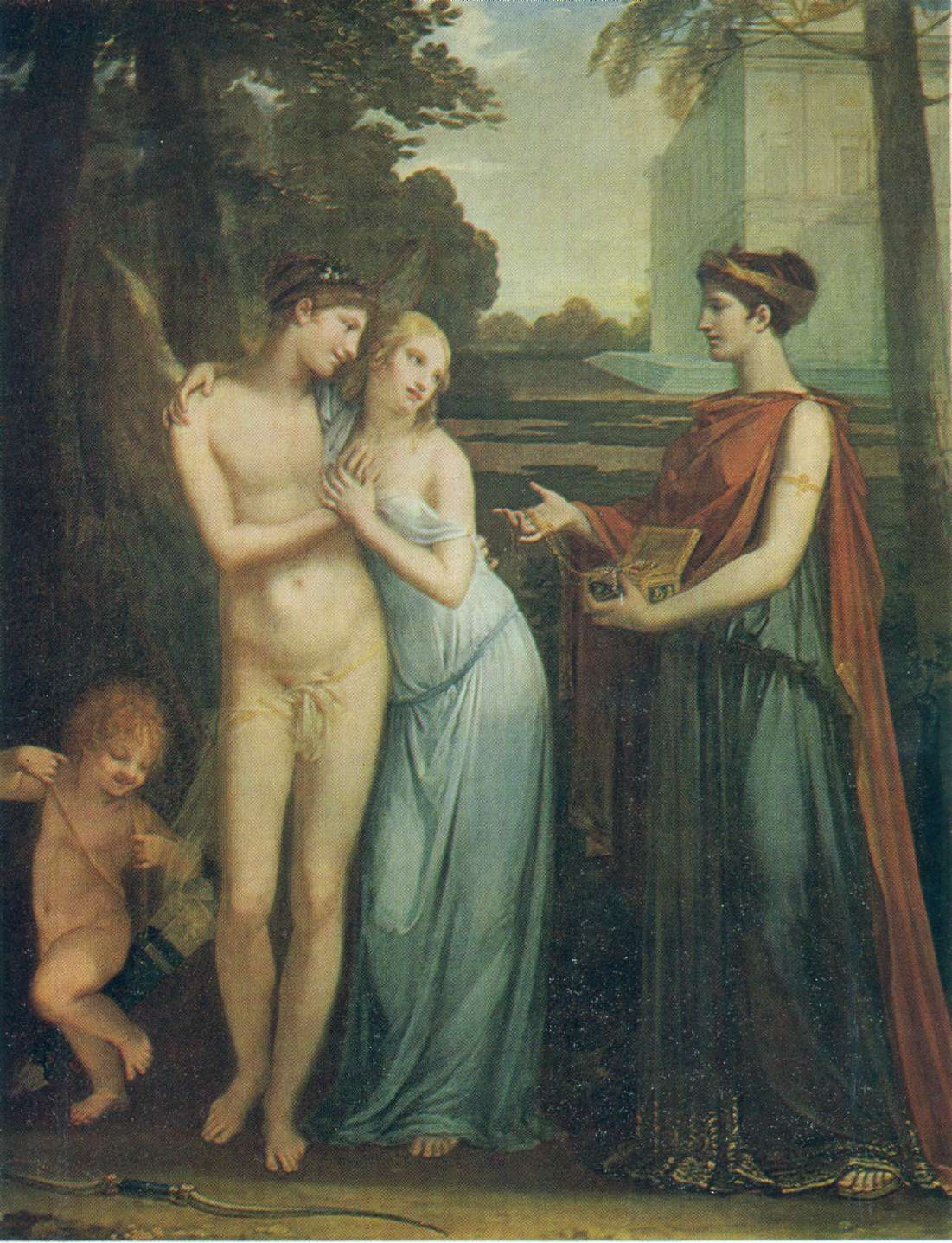
Пьер Поль Прюдон и Констанция Майер. Невинность, предпочитающая Любовь Богатству

Конста́нция Ма́йер, полное имя Мари́ Франсуа́за Конста́нция Ма́йер-Ламартинье́р (фр. Marie-Françoise-Constance Mayer-La Martinière; 9 марта 1774, Шони — 26 мая 1821[…], Париж) — французская художница, живописец и рисовальщица, представительница предромантизма, многолетняя сотрудница Пьера Поля Прюдона.

## Биография
Обучалась живописи в парижской художественной школе для молодых женщин в Лувре под руководством Иосифа-Бенуа Савье, Жана-Батиста Грёза и Пьера Поля Прюдона, с которым впоследствии связала свою жизнь.
После того, как художник Прюдон расторгнул брак со своей объявленной сумасшедшей женой, император Наполеон подарил ему квартиру в Сорбонне. Около 1803 года Наполеон, который купил две картины Констанции Майер, предоставил ей квартиру там же.
Майер и Прюдон часто виделись, вскоре Констанция стала не только экономкой, помощницей Прюдона и воспитательницей его детей, но и любимой ученицей живописца. Вместе они написали несколько картин.
Они жили вместе много лет, не связывая себя брачными узами, хотя Майер мечтала иметь свою семью. Такая ситуация продолжалась до 1821 года, когда Прюдон объявил о том, что должен покинуть Сорбонну из-за претензий церкви. Во время ссоры возникшей между ними, Прюдон отказался жениться на ней.
Это вызвало кризис в жизни Майер, посчитавшей себя старой увядшей женщиной (в 46 лет), которую разлюбил близкий человек.
Художница покончила с собой, перерезав себе горло бритвой в 1821 году.
Пьер Поль Прюдон в 1823 году организовал ретроспективу её произведений. Охваченный горем и впавший в депрессию из-за смерти Констанции Майер и считая себя виновником её смерти, в том же 1823 году умер.
Похоронены Прюдон и Майер рядом на парижском кладбище Пер-Лашез.

## Творчество

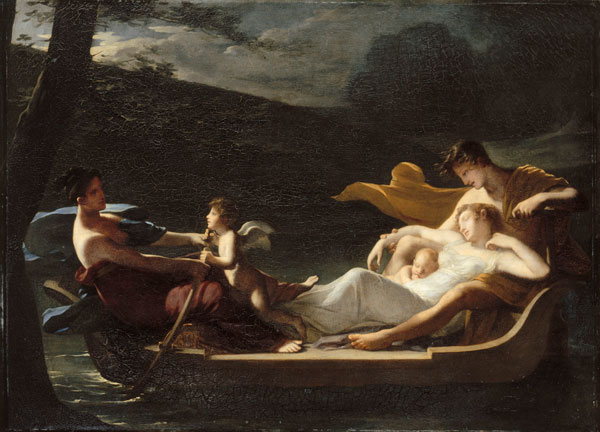
К. Майер. Мечта о счастье. 1819 г.

Констанция Майер — художница неоклассицизма и романтизма. С 1795 выставляла свои картины в Парижском салоне.
Под влиянием Прюдона писала картины на аллегорические и мифологические сюжеты, меланхолические портреты, миниатюры и сентиментальные жанровые полотна. Часто для получения более высокой цены продавала свои работы под именем Прюдона, поэтому сейчас трудно однозначно описать её творческое наследие.
Некоторые картины Майер находятся в коллекции Лувра.

## Избранные работы

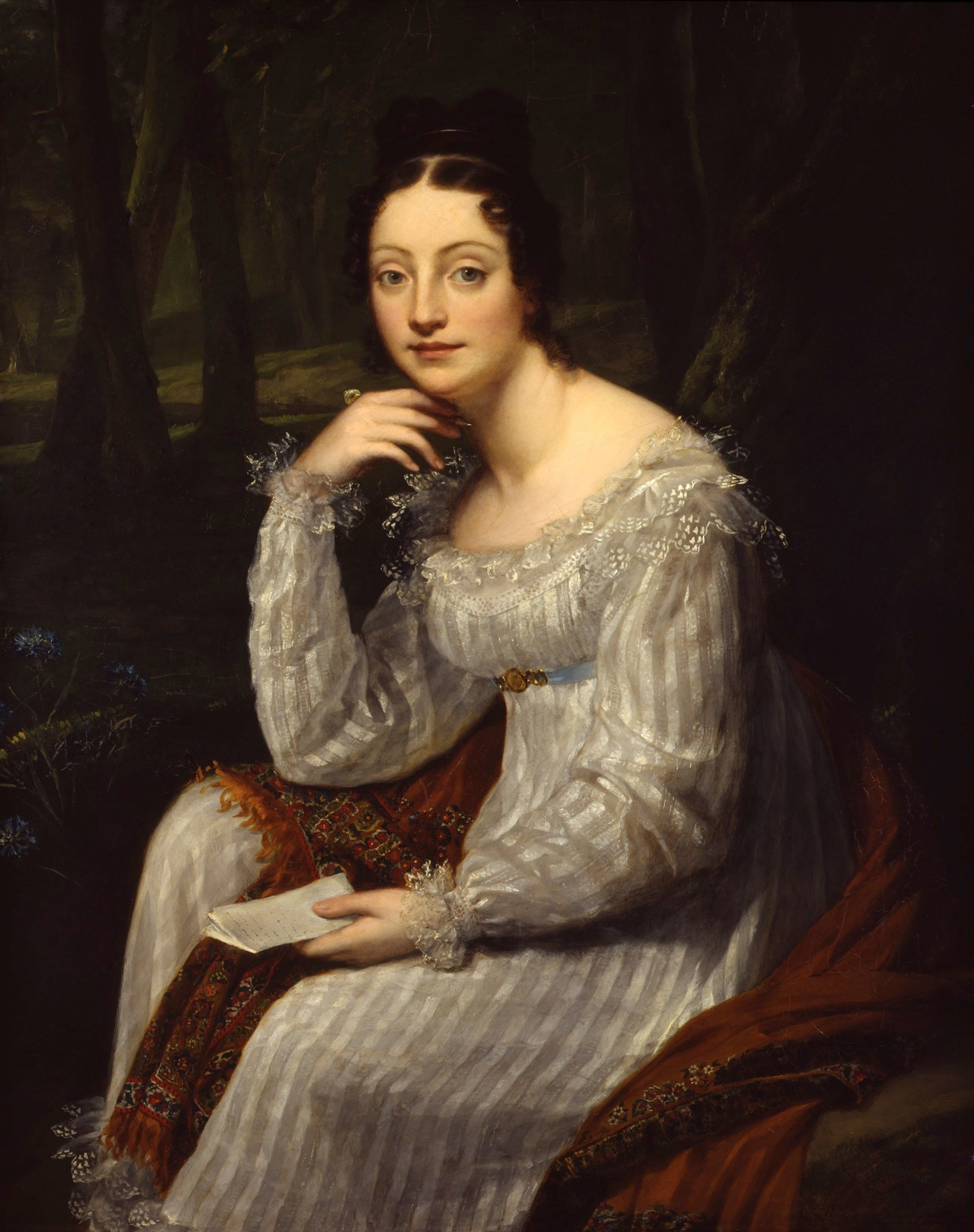
Портрет Амабль Войар-Тастю

- Portrait de la citoyenne Mayer présentant une esquisse du portrait de sa mère, 1796
- Portrait d’un enfant, 1798
- Portrait du père de l’auteur, 1798
- Une petite fille en prière, 1799
- Un portrait en pied d’un homme à son bureau, 1800
- Portrait en pied d’un homme appuyé à son bureau, 1801
- Une mère et ses enfants au tombeau de leur père et lui rendant hommage, 1802
- Le Mépris des Richesses, 1804
- Vénus et l’amour endormis caressés et réveillés par les Zéphirs, ou le sommeil de Vénus, 1806
- Le flambeau de Vénus, 1808
- La mère infortunée, 1810
- Portrait de Mme Elise Voiart, 1814
- Madame Dufresne, 1817